# Algimantas Jasulaitis
Algimantas Jasulaitis (* 5. März 1949 in Marijampolė, Litauische SSR) ist ein litauischer Gerichtsmediziner und Professor am Kollegium Utena.

## Leben
Nach dem Abitur 1966 an der 1. Mittelschule  absolvierte er das Studium der Medizin 1972 an der Vilniaus universitetas und danach studierte in Moskau. 1993 promovierte er in Pulmonologie zum Thema „Plaučių hipertenzijos formos, esant įgimtiems širdies tarpskilvelinės pertvaros defektams“. Seit 1996 lehrt Jasulaitis am Lehrstuhl für Pathologie und Gerichtsmedizin an der Medizinfakultät der Vilniaus universitetas.
Er kandidierte im Jahr 2012 für einen Sitz im Seimas.